# Élections générales néo-écossaises de 1984

L'élection générale néo-écossaise de 1984 se déroule le 6 novembre 1984 afin d'élire les députés de l'Assemblée législative de la Nouvelle-Écosse. Il s'agit de la 31e élection générale dans la province de Nouvelle-Écosse depuis la confédération de 1867 et la 54e depuis la création de l'Assemblée législative en 1758.

## Résultats
| Parti                               | Parti                      | Chef            | Sièges | Sièges | Sièges  | Voix    | Voix    | Voix    |
| ----------------------------------- | -------------------------- | --------------- | ------ | ------ | ------- | ------- | ------- | ------- |
| Parti                               | Parti                      | Chef            | 1981   | Élus   | % Diff. | #       | %       | % Diff. |
|                                     | Progressiste-conservateur  | John Buchanan   | 37     | 42     | +13,5 % | 209 298 | 50,62 % |         |
|                                     | Libéral                    | Sandy Cameron   | 16     | 6      | -62,5 % | 129 310 | 31,28 % |         |
|                                     | Nouveau Parti démocratique | Alexa McDonough | 1      | 3      | + 200 % | 65 876  | 15,93 % |         |
|                                     | Travailliste               | Paul MacEwan    | *      | 1      | *       | 8 322   | 2,01 %  | *       |
|                                     | Indépendant                | Indépendant     | 1      | -      | -100 %  | 630     | 0,15 %  |         |
| Total                               | Total                      | Total           | 52     | 52     | -       | 413 436 | 100 %   |         |
| Source : (en) Elections Nova Scotia |                            |                 |        |        |         |         |         |         |

Notes :
* N'a pas présenté de candidats lors de l'élection précédente.